# Leif Mortensen
Leif Mortensen (n. 5 mai 1946, Frederiksberg, Danemarca) este un ciclist de performanță ce a reprezentat Danemarca, medaliat olimpic. A participat la o ediție a Jocurilor Olimpice (1968) în care a câștigat o medalie de argint.

## Participări
Lista de mai jos prezintă principalele competiții la care a participat Leif Mortensen de-a lungul carierei.
- Ciclismo en los Juegos Olímpicos de 1968 - categoría individual masculina[*]